# Судимонт Доргевич
Судимо́нт До́ргевич (1390-е — после 1440) — литовский боярин, чашник великий литовский (упоминается под 1409 годом), староста кревский в 1433—1434 годах.
Вероятно, являлся двоюродным братом Радзивилла Остиковича. Служил великому князю Витовту, при котором и возвысился. Во время гражданской войны 1431—1435 годов выступал на стороне Сигизмунда Кейстутовича. За службу великим князьям получил ряд имений, бо́льшая часть которых была выделена из состава Логойского княжества. Так, 15 августа 1434 года Судимонт получил сёла Хожово, Полочаны, Лучаны и двор над рекой Кочутой. В 1440-х получил также 22 крестьянские службы («человеков») из состава Оболецкой волости.
На документе 1434 года сохранилась печать Судимонта с его клеймом (геральдическим знаком).
Находился в браке с неизвестной по имени и происхождению женой, имел трёх сыновей — Олехну, Михаила и Ивашку.

## Комментарии
1. ↑  Деревни Хожово и Полочаны ныне находятся в Молодечненском районе Республики Беларусь, деревня Лучаны и река Кочута не локализованы.